# Petula Clark
Petula Clark, CBE (tên khai sinh: Sally Olwen Clark, 15 tháng 11 năm 1932) là một ca sĩ, diễn viên và nhà soạn nhạc người Anh có sự nghiệp kéo dài tám thập kỷ.
Sự nghiệp chuyên nghiệp của Clark bắt đầu trong Thế chiến II, với tư cách là một nghệ sĩ giải trí trên BBC Radio. Từ những năm 1950, cô bắt đầu thu âm bằng tiếng Pháp và ghi được các bản hit quốc tế bằng cả tiếng Pháp và tiếng Anh với các bài hát như "The Little Shoemaker", "Baby Lover", "With All My Heart" và "Prends Mon Cœur". Lượt truy cập bằng tiếng Đức, tiếng Ý và tiếng Tây Ban Nha theo sau. Vào cuối năm 1964, thành công toàn cầu của Clark mở rộng sang Mỹ với bốn năm hoạt động định nghĩa nghề nghiệp, thường là những người độc thân, nhiều người viết hoặc đồng sáng tác bởi Tony Hatch (và Jackie Trent). Chúng bao gồm bài hát đặc trưng của bà gồm " Downtown ", " I know a Place ", " My Love ", " A Sign of the Times ", " I Couldn't Live without Your Love ", " Who Am I? ", " Color My World ","This Is My Song"(của Charlie Chaplin),"Don't Sleep in the Subway", "The Other Man's Grass Is Always Greener" và Kiss Me Goodbye". Ở Mỹ, bà được mệnh danh là "Đệ nhất phu nhân của cuộc xâm lược âm nhạc từ nước Anh ". Clark đã bán được hơn 68 triệu đĩa hát.